# Metriocampa
Metriocampa es un género de dipluro en la familia Campodeidae. Existen unas seis especies descriptas en  Metriocampa.

## Especies
Estas seis especies pertenecen al género Metriocampa:
- Metriocampa allocerca Conde and Geeraert, 1962 i c g
- Metriocampa aspinosa Allen, 2002 i c g
- Metriocampa hatchi Silvestri, 1933 i c g
- Metriocampa packardi Silvestri, 1912 i c g
- Metriocampa petrunkevitchi Silvestri, 1933 i c g
- Metriocampa vandykei Silvestri, 1933 i c g

Fuentes de datos: i = ITIS, c = Catalogue of Life, g = GBIF, b = Bugguide.net